# 1910 en France
Chronologie de la France
- 1906
- 1907
- 1908
- 1909
- 1910
- 1911
- 1912
- 1913
- 1914

Cette page concerne l'année 1910 du calendrier grégorien.

## Événements
- 9 janvier : ouverture de la ligne 4 du métro de Paris de la porte d'Orléans à la porte de Clignancourt. Premier passage du métro sous la Seine, travaux effectué grâce l'utilisation de la congélation du sol trop humide entre la station Saint-Michel et la Seine, sous la conduite de l’ingénieur Fulgence Bienvenüe[1].
- 15 janvier : décret fondant le Gouvernement général de l'Afrique-Équatoriale française[2].
- 17 et 21 janvier : crue du Doubs et crue à Besançon[3].

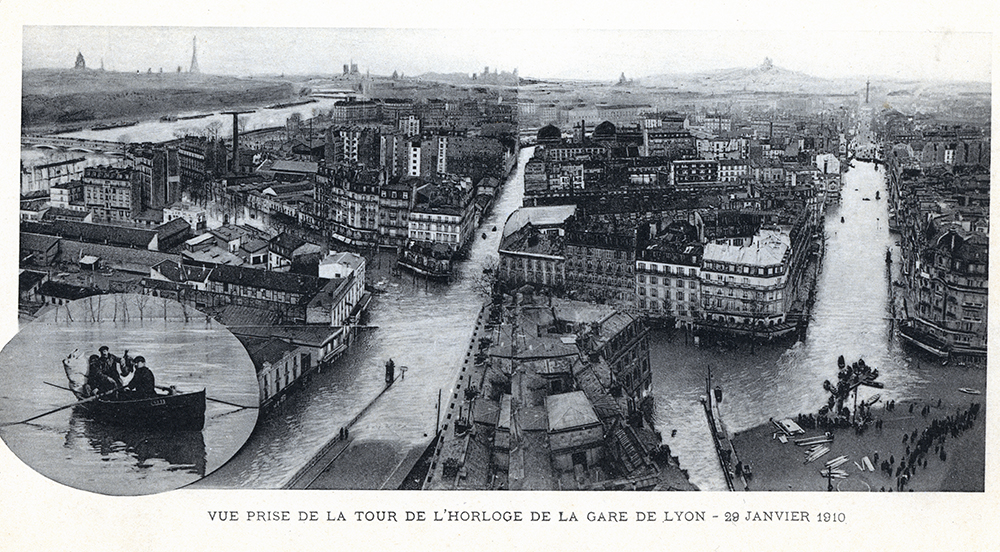
Vue sur Paris inondé en 1910.

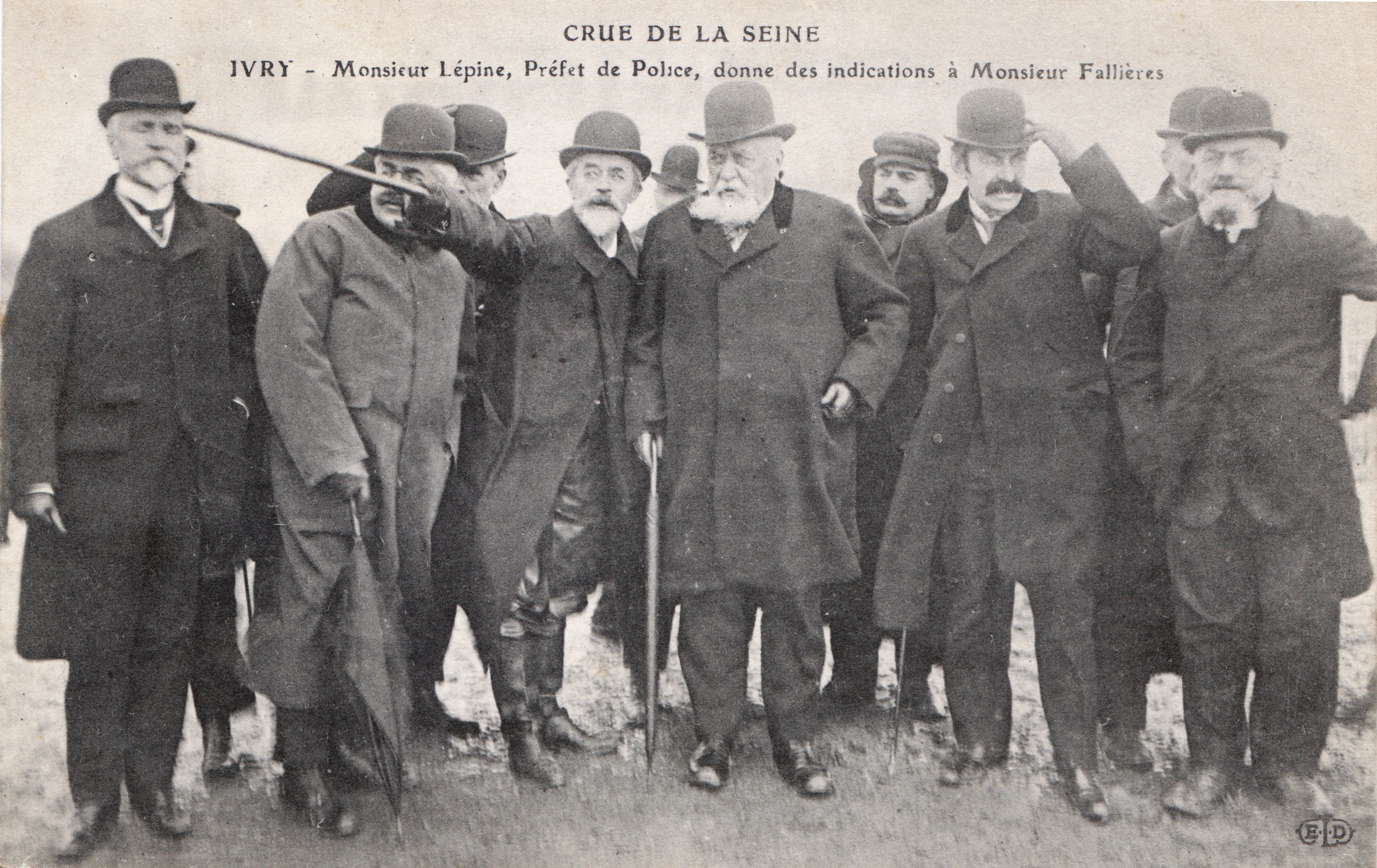
Crue de la Seine en 1910. Monsieur Lépine, préfet de police, donne des indications à Monsieur Fallières.

- 19 janvier : crue de la Seine, de la Marne et de leurs affluents[4].
- 21-28 janvier : inondation à Paris provoquée par la crue de la Seine[4] ; la Seine atteint le niveau de 8,62 mètres sur l'échelle du pont d'Austerlitz et le Zouave du pont de l'Alma est recouvert d'eau jusqu'aux épaules[5].
- 10 février : le paquebot français Général Chanzy assurant la liaison Marseille-Alger coule dans l'archipel des Baléares, faisant 155 morts[6].
- 13 février : inauguration du « Vél d'hiv »[7].

- 8 mars : Élisa Deroche est la première femme au monde à obtenir son brevet de pilote[8].
- 28 mars : premier vol sur 800 mètres de l'hydravion de l'ingénieur Henri Fabre sur l'étang de Berre[8]. Il s'agit d'un appareil de type « canard » — ailerons à l'avant et ailes à l'arrière — équipé d'un moteur de 50 chevaux et de flotteurs permettant l'envol et l'amerrissage sur une surface liquide.
- 29 mars : loi portant révision du tarif général des douanes[9]. Elle déclenche une guerre douanière avec l’Allemagne[10].

- 5 avril : loi sur les retraites ouvrières (départ à 65 ans) et paysannes[11]. Pour les salariés gagnant moins de 3 000 francs (60 000 francs 2000) l'assurance vieillesse devient obligatoire.
- 8 avril : loi de finances. Majoration des tarifs des droits de succession[12].
- 10 avril : décret de création d'une direction du matériel aéronautique[13].
- 12 avril : déclaration au Journal officiel de l'Union des intérêts économiques pour la liberté du commerce et de l'industrie[14] organisation patronale dirigée par Ernest Billiet.
- 13-25 avril : meeting aérien de Nice[15].
- 24 avril et 8 mai : élections législatives ; progression des socialistes qui obtiennent 76 élus[16].
- 7-15 mai : grande semaine de l'aviation à Lyon[17].
- 18 mai-28 juin : première conférence internationale sur la navigation aérienne à Paris[18].
- 31 mai : le système de l'indigénat est introduit en Afrique-Équatoriale française[19].
- 3-6 juin : meeting aérien d'Angers[20].

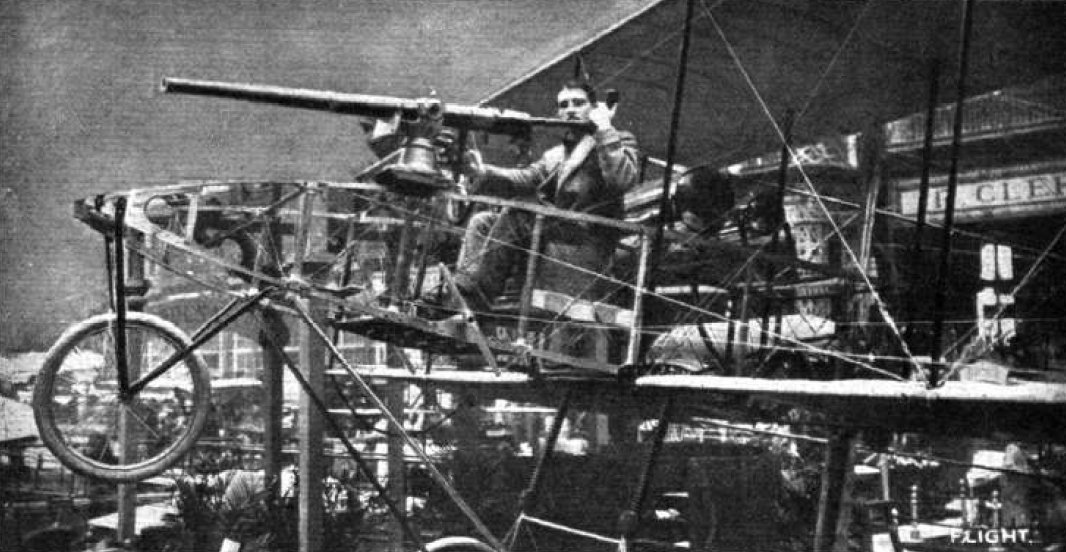
Biplan Voisin expérimental avec une mitrailleuse actionnée par le passager.

- 9 juin : le raid Mourmelon-Vincennes, un vol sans escale de 160 km sur Farman du lieutenant Féquant et du capitaine Marconnet, organisé par le lieutenant-colonel Estienne[21], bat le record du monde de distance et marque les débuts de l’aviation militaire[22]. Paul Painlevé consulté par le Parlement sur l'Aéronautique militaire, obtient les premiers crédits publics pour l'aviation[23].
- 13 juin : affrontements au faubourg Saint-Antoine entre des ouvriers ébénistes en grève et la police. L'anarchiste Henri Cler meurt le 21 juin des suites des blessures reçues. Ses funérailles le 26 juin au cimetière de Pantin rassemblent plusieurs dizaines de milliers de personnes et sont l’occasion de nouvelles violences. Quarante policiers sont blessés et une centaine de manifestants reçoivent des coups de sabre ou sont piétinés par des chevaux lors d’une charge de cavalerie[24].
- 18 juin : accident ferroviaire de Villepreux-Les Clayes[25].
- 19-26 juin : grande Semaine d'aviation de Rouen[26].

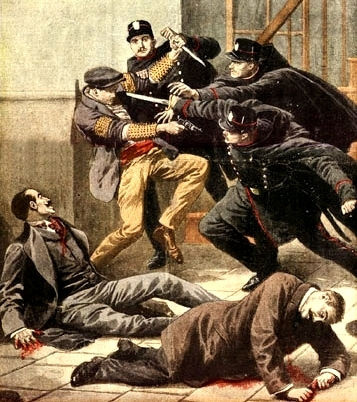
Arrestation de Jean-Jacques Liabeuf rue Aubry-le-Boucher le 9 janvier.

- 2 juillet : exécution à Paris du cordonnier Jean-Jacques Liabeuf, assassin d'un policier, dans un climat d'insurrection. Des dizaines de milliers de manifestants se rassemblent autour de la guillotine. Un policier est tué et plusieurs centaines de manifestants sont blessés lors des affrontements avec la police[27].
- 3-10 juillet : deuxième grande semaine d'aviation de Champagne[28].
- 11 juillet-15 septembre : voyage en France du chef touareg algérien, l'aménokal Moussa ag Amastan, dans le contexte de la "Mission Touareg"[29].
- 7-17 août : circuit de l'Est, compétition aéronautique entre Issy, Nancy, Charleville-Mézières, Douai et Amiens, organisé par le quotidien Le Matin et remporté par Alfred Leblanc[30].
- 14 août : accident ferroviaire de Saujon[31].
- 18 août-14 septembre : grève des ouvriers charbonniers du Havre, dockers dirigés par Jules Durand. Ils réclament une augmentation de salaire et une diminution des heures de travail pour compenser la mise en service d'un transbordeur de charbon par la Compagnie générale transatlantique ; un « renard », ouvrier qui refuse de faire grève, est tué au cours d'une rixe entre ivrognes le 9 septembre. Le 12 septembre, les responsables syndicaux Jules Durand et les frères Boyer sont arrêtés, ce qui met fin au mouvement. Le 25 novembre, Jules Durand est condamné à la peine de mort pour « complicité d'assassinat ». Gracié partiellement le 31 décembre, puis libéré le 16 février 1911, il  finit ses jours en hôpital psychiatrique[32].
- 25 août : le pape Pie X condamne le mouvement social chrétien français le Sillon de Marc Sangnier[33].

- 10 septembre : accident ferroviaire de Bernay[34].

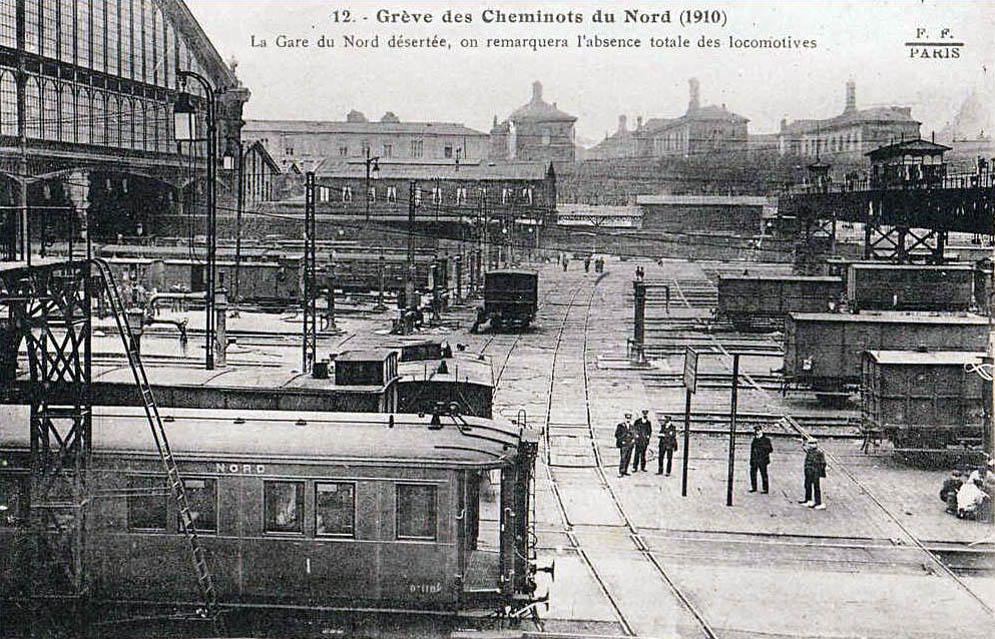
Paris - Grève des cheminots - La gare du Nord désertée.

- 10-17 octobre : grève des cheminots brisée par Aristide Briand en les mobilisant de façon autoritaire le 13 octobre ce qui les rend justiciables du Conseil de guerre ; Jaurès l'interpelle à l'Assemblée en disant : « Pas ça et pas vous ! »[35].
- 15 octobre : deuxième Salon de l'aéronautique au Grand Palais ; Henri Coandă y présente le premier avion à réaction construit dans l'atelier de carrosserie de Joachim Caproni[8].
- 16 octobre : un meeting rassemble dix mille vignerons à Épernay convoqués par la Fédération des Syndicats de la Champagne pour réclamer des mesures pour empêcher la contrefaçon du vin de Champagne[36]. Début de la révolte des vignerons de la Champagne.
- 2 novembre : démission du gouvernement d’Aristide Briand qui forme un nouveau gouvernement le lendemain sans les ministres qui s'étaient montrés hostiles à la mobilisation des cheminots, Viviani et Millerand[37].

- 3 décembre : lancement des cigarettes de marque Gauloises,  qui succèdent aux Hongroises créées en 1876. Les Gitanes apparaissent la même année[38].

- 28 décembre : loi instituant le Code du travail et de la prévoyance sociale[11], mise en œuvre par Arthur Groussier.

## Naissances en 1910
- 23 juin : Jean Anouilh, dramaturge. († 3 octobre 1987).
- 14 août: Yvette Lebon, actrice. († 28 juillet 2014).

## Décès en 1910
- x